# Leucanthiza forbesi
Leucanthiza forbesi là một loài bướm đêm thuộc họ Gracillariidae. Nó được tìm thấy ở Argentina.
Ấu trùng ăn Dichondra repens. Chúng có thể ăn lá nơi chúng làm tổ.